# Osamu Suzuki (céramiste)
Pour les articles homonymes, voir Osamu Suzuki (industriel).
Osamu Suzuki (鈴木 藏, Suzuki Osamu), né le 1er décembre 1934 à Toki dans la préfecture de Gifu, est un potier et céramiste japonais. Il est désigné Trésor national vivant du Japon en 1994 dans la catégorie « fabrication de céramique ». 

## Biographie
La région dont est originaire Osamu Suzuki est connue pour sa tradition et fabrication de céramique de Mino (de). Michio Suzuki, père de Osamu, était un expert en glaçure. Après avoir appris de son père les rudiments de la poterie et de l'émail, Osamu se forme à l'art de la poterie auprès des maîtres céramistes Toyozō Arakawa (1894–1985) et Hajime Katō (1900–1968). Au cours de son apprentissage, il s'intéresse plus particulièrement à la céramique de Shino (de) de l'époque Azuchi Momoyama.
En 1953, il termine ses études à l'école technique Tajimi (岐阜県立多治見工業高等学校). En 1959, il participe pour la première fois à l'exposition « Céramique japonaise moderne » (現代日本陶芸展, Gendai Nihon Dōgeiten) où il présente quelques œuvres. En 1962, il est lauréat du prix de l'exposition internationale de l'art de la céramique (International Ceramic Artworks Exhibitions) en Tchécoslovaquie. 
Le 27 juin 1994, Osamu Suzuki est désigné Trésor national vivant du Japon pour ses céramiques de Shino et son emploi d'un  anagama (半地下式穴窯) à demi enfoui sous-terre. Suzuki a été honoré à de nombreuses reprises. En 1995 il est décoré de la médaille au ruban pourpre, en 2005 de l'ordre du Soleil levant (commandeur de quatrième classe). Depuis 2000  il est président de la « Société japonaise d'artisanat » (日本工芸会, Nihon Kōgeikai).